# جحرخة

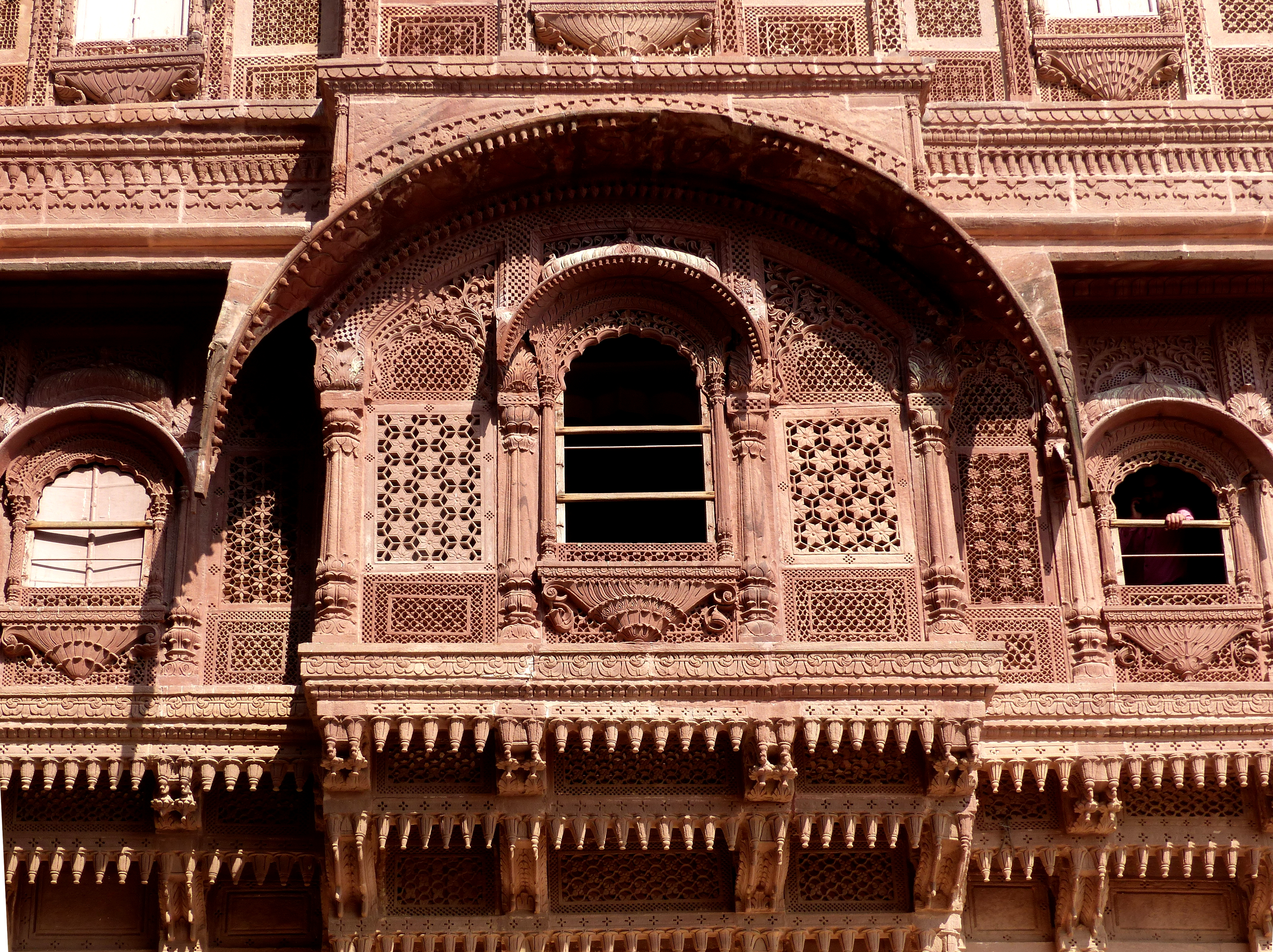
شرفة جحرخة في جودبور (مهرانجاره)

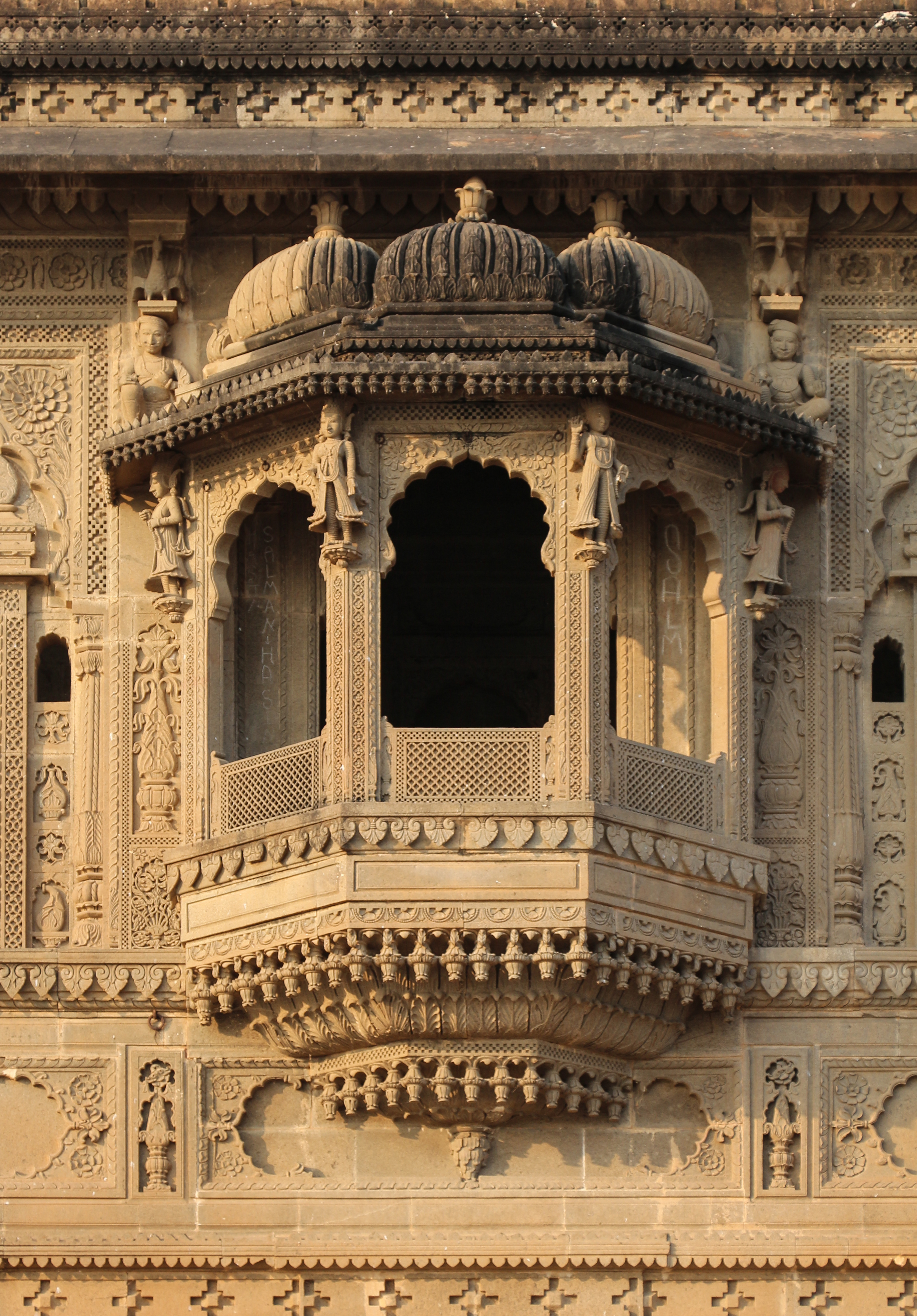
جحرخة في قلعة ميشهاور، ماديا براديش

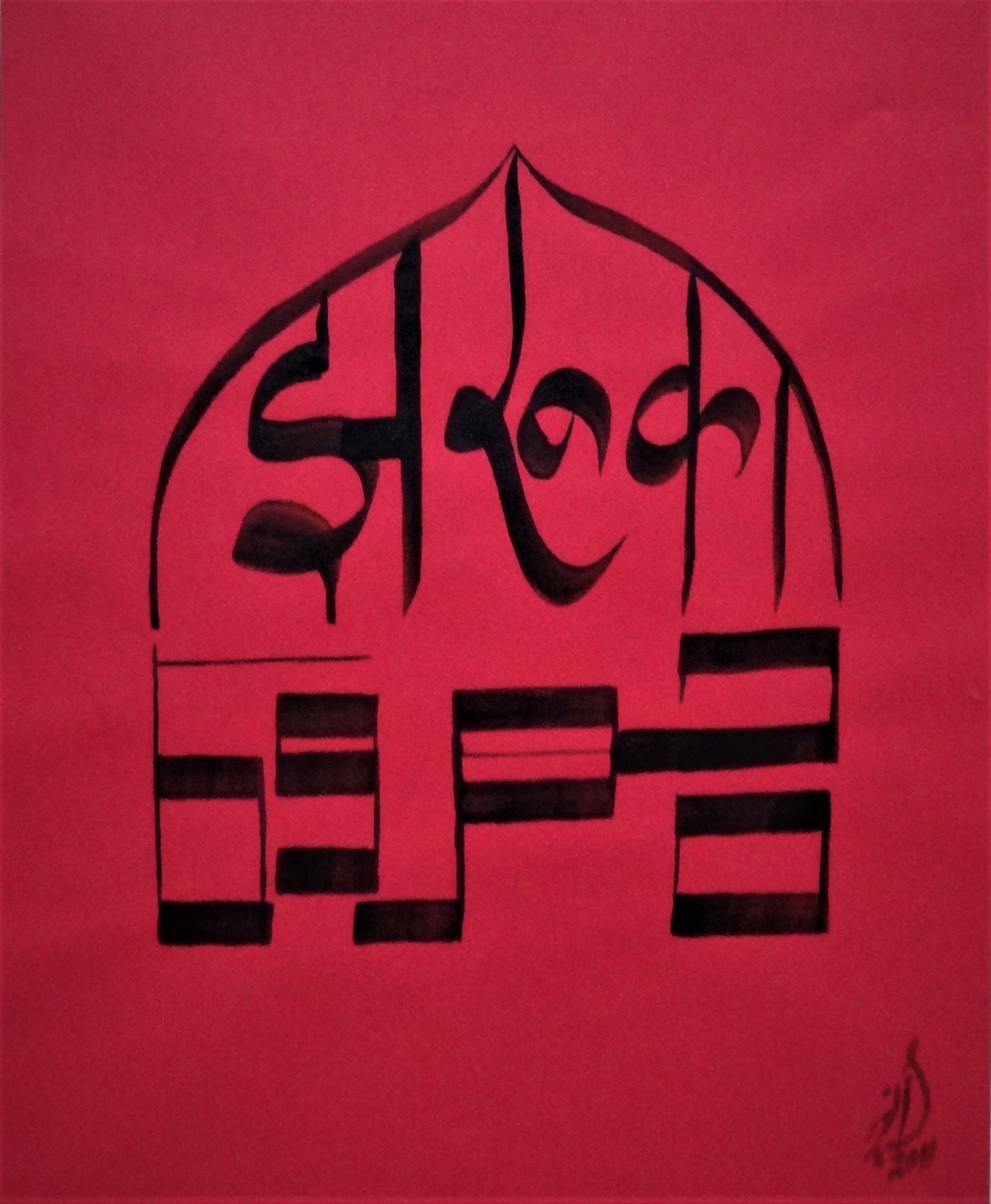
كلمة جحرخة باللغة الهندية

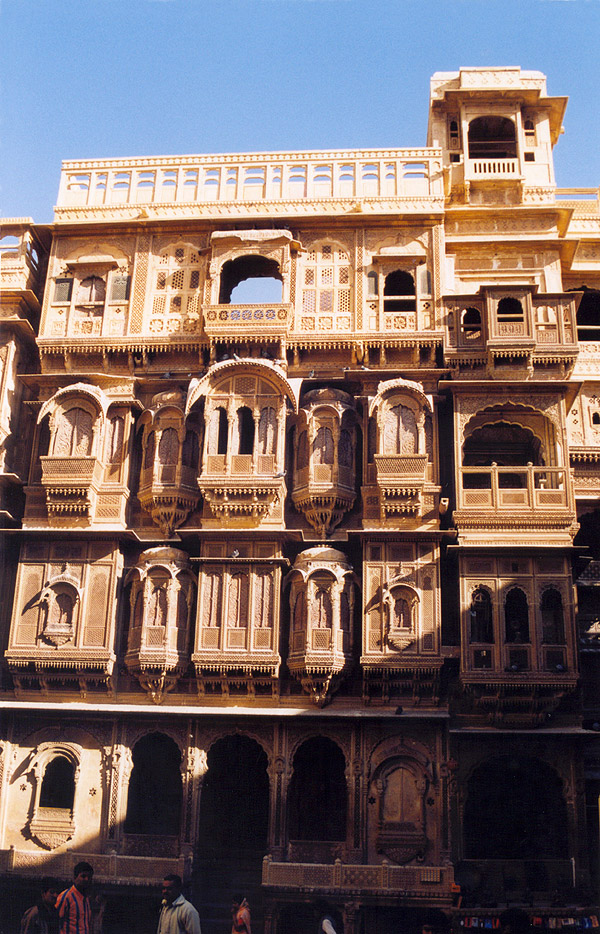
يمكن رؤية العديد من الجحرخات بارزة من واجهة هذا الهافيلي النموذجي في جيسالمير، راجستان

الجحرخة هي نافذة حجرية تبرز من واجهة جدار مبنى، في الطابق العلوي، تطل على شارع أو سوق أو محكمة أو أي مساحة مفتوحة أخرى. وهي سمة مشتركة في العمارة الهندية الكلاسيكية، وتظهر بشكل بارز في عمارة رجبوت [الإنجليزية]. يتم دعمه على قوسين أو أكثر أو على دعامة، وله عمودان أو أعمدة، ودرابزين وقبة أو سقف هرمي؛ مغلق تقنيًا بالجالي ولكن مفتوح جزئيًا بشكل عام ليتمكن سكان المبنى من إلقاء نظرة خاطفة على المواكب المارة. تعتبر نافذة الجحرخة أكثر رسمية وزخرفية من نافذة الأورييل [الإنجليزية] الإنجليزية أو الفرنسية، وهي واحدة من أكثر الخصائص المميزة للواجهة في عمارة رجبوت [الإنجليزية] في العصور الوسطى حتى القرن التاسع عشر.

## جحرخة دارشان
كان جحرخة دارشان عبارة عن هيكل لعرض الحاكم على بلاطه أو شعبه بدلًا من السماح لسكان القصر بالنظر إلى الخارج دون رؤيتهم. كان أكثر انفتاحًا، ولم يكن بالضرورة مبنيًا بشكل بارز من جداره.

## روابط خارجية
- قاموس ArchNet للهندسة المعمارية الهندية: جاروخا